# Pseudauximus reticulatus
Pseudauximus reticulatus är en spindelart som beskrevs av Simon 1902. Pseudauximus reticulatus ingår i släktet Pseudauximus och familjen mörkerspindlar. Inga underarter finns listade i Catalogue of Life.